# Daphnella cladara
Daphnella cladara é uma espécie de gastrópode do gênero Daphnella, pertencente à família Raphitomidae.